# Peter Münch (Journalist)
Peter Münch (geboren am 27. Juni 1960 in Witten) ist ein deutscher Journalist.

## Leben
Peter Münch wuchs in Düsseldorf auf und studierte Geschichte und Germanistik. Er wurde nach dem Masterabschluss in München in Geschichte promoviert. Münch machte von 1985 bis 1987 ein Volontariat bei einer Zeitung und arbeitete ab 1987 für die Zeitung für kommunale Wirtschaft (ZfK) des VKU. Im Jahr 1990 wurde er Redakteur der Süddeutschen Zeitung (SZ) in den Ressorts Region, Nachrichten, Außenpolitik. Als Reporter berichtete er aus Kriegs- und Krisengebieten unter anderem auf dem Balkan, in Afghanistan und im Irak. Münch war Korrespondent der SZ in Israel. Er veröffentlichte seine Reportagen auch in Buchform. In der Redaktion der SZ stieg er zum Ressortleiter der Seite drei auf. Von August 2017 bis Juli 2020 war er SZ-Korrespondent in Wien und kehrte dann als Korrespondent nach Israel zurück. Durch die Zusammenarbeit der Süddeutschen Zeitung mit der TX Group erscheinen Münchs Artikel auch in den Bezahlzeitungen der Tamedia.

## Schriften (Auswahl)
- Der Duft des Lindenbaums. Ravensburger Buchverlag, Ravensburg 2008.
- Letzte Ausfahrt Khyberpass. Afghanisch-pakistanische Ausblicke. Picus, Wien 2008.
- Lieblingsorte – Tel Aviv & Jerusalem. Mit Beryl Schennen, Insel Verlag, Berlin 2018, ISBN 978-3-458-36331-6.

## Auszeichnungen (Auswahl)
Für die Recherchen zur Ibiza-Affäre im Team der Süddeutschen Zeitung:
- 2019: Deutscher Reporterpreis in der Kategorie „Beste Investigation“ – zusammen mit  Bastian Obermayer, Leila Al-Serori, Oliver Das Gupta, Martin Knobbe, Wolf Wiedmann-Schmidt, Alexandra Rojkov, Walter Mayr, Vera Deleja-Hotko, Maik Baumgärtner.[3]
- 2020: Nannen Preis in der Kategorie „Beste investigative Leistung“  – zusammen mit  Bastian Obermayer, Leila Al-Serori, Oliver Das Gupta, Martin Knobbe, Wolf Wiedmann-Schmidt, Alexandra Rojkov, Walter Mayr, Vera Deleja-Hotko, Maik Baumgärtner.[4]